# Championnat de Libye de football 2016
Navigation
Saison 2013-2014 Saison 2017-2018
La saison 2016 du Championnat de Libye de football est la quarante-cinquième édition du championnat de première division libyen, la première disputée après deux années d'interruption, due à la deuxième guerre civile libyenne. Vingt-et-un clubs prennent part au championnat organisé par la fédération. Les équipes sont réparties en deux poules où elles rencontrent leurs adversaires une seule fois au cours de la saison. Les trois premiers du groupe A et les deux premiers du groupe B jouent la poule pour le titre. Aucun club n'est relégué à l'issue de la saison.
C'est le club d'Al Ahly Tripoli qui est sacré cette saison après avoir terminé en tête du classement final, avec un seul point d'avance sur Asswehly Sports Club et deux sur Al Ahly Benghazi SC. Il s'agit du treizième titre de champion de Libye de l'histoire du club.

## Les clubs participants
- Al Madina
- Khaleej Syrte
- Al Hilal Benghazi
- Al Tahaddy Benghazi
- Al Wahda Tripoli
- Al Shat Tripoli
- Al Olympic Zaouia
- Asswehly Sports Club
- Al Tersana Tripoli
- Al Nasr Benghazi
- Al Ahly Benghazi SC
- Al Ahly Tripoli
- Alakhdhar SC
- Al-Ittihad Tripoli
- Al Nejma Benghazi
- Darnes Darnah
- Al Charara - Promu de D2
- Al Mahalla - Promu de D2
- Shabab Al-Jabal - Promu de D2
- Al-Ta'awon - Promu de D2
- Abe Al-Ashhar - Promu de D2

## Compétition
L'ensemble des classements utilise le barème suivant :
- Victoire : 3 points
- Match nul : 1 point
- Défaite : 0 point

### Première phase
| Rang | Équipe               | Pts | J  | G | N | P | Bp | Bc | Diff |
| ---- | -------------------- | --- | -- | - | - | - | -- | -- | ---- |
| 1    | Al Madina            | 25  | 11 | 7 | 4 | 0 | 16 | 4  | +12  |
| 2    | Al Ahly Tripoli      | 24  | 11 | 7 | 3 | 1 | 18 | 8  | +10  |
| 3    | Asswehly Sports Club | 23  | 11 | 6 | 5 | 0 | 15 | 4  | +11  |
| 4    | Al-Ittihad Tripoli   | 23  | 11 | 7 | 2 | 2 | 22 | 10 | +12  |
| 5    | Abe Al-AshharP       | 18  | 11 | 5 | 3 | 3 | 12 | 8  | +4   |
| 6    | Al Shat Tripoli      | 18  | 11 | 5 | 3 | 3 | 16 | 10 | +6   |
| 7    | Al Olympic Zaouia    | 15  | 11 | 3 | 6 | 2 | 8  | 7  | +1   |
| 8    | Khaleej Syrte        | 11  | 11 | 3 | 2 | 6 | 14 | 22 | -8   |
| 9    | Al Wahda Tripoli     | 10  | 11 | 3 | 1 | 7 | 14 | 16 | -2   |
| 10   | Al ChararaP          | 8   | 11 | 2 | 2 | 7 | 9  | 21 | -12  |
| 11   | Al MahallaP          | 4   | 11 | 1 | 1 | 9 | 7  | 19 | -12  |
| 12   | Al Tersana Tripoli   | 2   | 11 | 0 | 2 | 9 | 4  | 26 | -22  |

| Rang | Équipe              | Pts | J | G | N | P | Bp | Bc | Diff |
| ---- | ------------------- | --- | - | - | - | - | -- | -- | ---- |
| 1    | Al Ahly Benghazi SC | 18  | 8 | 5 | 3 | 0 | 14 | 8  | +6   |
| 2    | Al Nasr Benghazi    | 17  | 8 | 5 | 2 | 1 | 16 | 5  | +11  |
| 3    | Al Hilal Benghazi   | 15  | 8 | 4 | 3 | 1 | 12 | 5  | +7   |
| 4    | Alakhdhar SC        | 15  | 8 | 4 | 3 | 1 | 10 | 5  | +5   |
| 5    | Al Nejma Benghazi   | 9   | 8 | 2 | 3 | 3 | 9  | 14 | -5   |
| 6    | Shabab Al-JabalP    | 8   | 8 | 2 | 2 | 4 | 9  | 12 | -3   |
| 7    | Al-Ta'awonP         | 7   | 8 | 2 | 1 | 5 | 8  | 13 | -5   |
| 8    | Darnes Darnah       | 5   | 8 | 1 | 2 | 5 | 5  | 15 | -10  |
| 9    | Al Tahaddy Benghazi | 4   | 8 | 1 | 1 | 6 | 8  | 14 | -6   |

### Poule pour le titre
| Rang | Équipe               | Pts | J | G | N | P | Bp | Bc | Diff |  | Résultats (▼ dom., ► ext.) | AlT | Ass | AlB | Mad | Nas |
| ---- | -------------------- | --- | - | - | - | - | -- | -- | ---- |  | -------------------------- | --- | --- | --- | --- | --- |
| 1    | Al Ahly Tripoli      | 10  | 4 | 3 | 1 | 0 | 8  | 1  | +7   |  | Al Ahly Tripoli            |     | 0-0 | 3-0 | 1-0 |     |
| 2    | Asswehly Sports Club | 6   | 4 | 1 | 3 | 0 | 3  | 1  | +2   |  | Asswehly Sports Club       |     |     |     |     | 2-0 |
| 3    | Al Ahly Benghazi SCC | 5   | 4 | 1 | 2 | 1 | 2  | 4  | -2   |  | Al Ahly Benghazi SCC       |     | 0-0 |     | 1-0 |     |
| 4    | Al Madina            | 4   | 4 | 1 | 1 | 2 | 3  | 4  | -1   |  | Al Madina                  |     | 1-1 |     |     | 2-1 |
| 5    | Al Nasr Benghazi     | 1   | 4 | 0 | 1 | 3 | 3  | 9  | -6   |  | Al Nasr Benghazi           | 1-4 |     | 1-1 |     |     |

| Qualifications et relégations | Qualifications et relégations                            |
| ----------------------------- | -------------------------------------------------------- |
|                               | Qualification pour la Ligue des champions de la CAF 2015 |
|                               | Qualification pour la Coupe de la confédération 2015     |

## Bilan de la saison
| Championnat de Libye de football 2016 |                                                                                          |
| Champion                              | Al Ahly Tripoli (13e titre)                                                              |
| Coupes et trophées                    |                                                                                          |
| Vainqueur de la Coupe de Libye 2016   | Al Hilal Benghazi S.C.                                                                   |
| Qualifications continentales          |                                                                                          |
| Ligue des champions de la CAF 2017    | Al Ahly Tripoli                                                                          |
| Coupe de la confédération 2017        | Al Hilal Benghazi S.C.                                                                   |
| Promotions et relégations             |                                                                                          |
| Promus en Premier League              | Al-Anwar Al-Korthabea Ngom Ajdabya Al-Andalus Al-Ittihad (Misrata) Al-Khums Rafik Sorman |
| Relégués en Second Division           | Aucun                                                                                    |